# جاگجیت سینگ (بازیکن هاکی روی چمن)
جاگجیت سینگ (انگلیسی: Jagjit Singh; ۱ ژانویهٔ ۱۹۴۴ – ۱۶ نوامبر ۲۰۱۰) بازیکن هاکی روی چمن اهل هند بود.